# Duriavenator hesperis
 Duriavenator hesperis ( lat. “cazador de Dorset occidental”)  es la única especie conocida del género extinto  Duriavenator  de dinosaurio terópodo megalosáurido, que vivió a mediados del período Jurásico, hace aproximadamente entre 171 a 167 millones de años, durante el Bajociense, en lo que es hoy Europa. Sus fósiles fueron encontrados en Dorset Inglaterra. El nombre del género combina los vocablos en latín del antiguo nombre de Dorset, Duria, con venator que significa cazador.

## Descripción

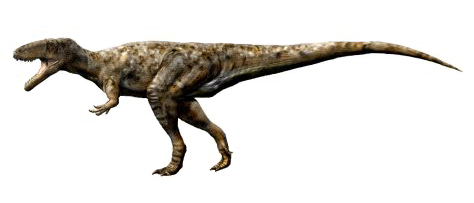
Restauración en vida

Duriavenator era un cazador de tamaño mediano a grande que, según las antiguas estimaciones, tenía unos 9 metros de largo. según Benson era al menos un tercio más corto, unos 5 metros. Gregory S. Paul lo sostuvo en 2010 a 7 metros, con un peso de 1 tonelada.
Benson fundamentó el nombre al encontrar características derivadas únicas, o autapomorfias, entre ellas que el maxilar superior tenía un surco profundo en el lado superior de la rama a mejilla y pequeños agujeros en el lado inferior de la interfaz con el premaxilar. El fragmento del cráneo mide aproximadamente 40 centímetros de largo.
Benson también encontró varias características que aclararon la posición de Duriavenator. Él pudo confirmar que el taxón se diferenciaba de Megalosaurus. Hay un tercer diente agrandado, más o menos redondo en el dentario. Los dientes frontales del dentario están inclinados hacia delante. La fosa meckeliana, un revestimiento horizontal en el interior de la mandíbula inferior, está perforado por dos pequeños canales venosos, el frente de los cuales se encuentra casi directamente en frente de la parte posterior. El canal avanza hacia una cantera más estrecha, este último está delimitado en la parte inferior por un borde en forma de labio en vertical. Las placas interdentales de soporte en la parte posterior de los dientes son bajas. También hay características típicas de los tetanuros. La rama frontal de la mandíbula superior es larga. Los dientes tienen un esmalte cubierto con arrugas horizontales en forma de banda. En el hueco para la fenestra antorbital, hay una ventana más pequeña, la fenestra maxilar, se encuentra en la parte delantera, está cerrada por dentro. La ranura horizontal en el interior de la mandíbula inferior, directamente debajo de la línea de los dientes, es amplia en la parte delantera, creando una separación clara entre las placas interdentales y la pared interna.
El premaxilar porta 4 dientes, mientras que el maxilar posee al menos 13. Los dientes son relativamente largos y alargados. Tienen surcos verticales apenas marcados. El tercer diente maxilar más largo tiene una raíz de 13 centímetros. El diente frontal tiene una longitud de 6 centímetros y los dientes del dentario son notablemente más largos y anchos. Sorprendentemente, Owen, al hacer una comparación con el cráneo de un lagarto monitor, determinó que las fenestras anteorbitales formaban la órbita, un error que se podría haber evitado usando el cráneo de Eustreptospondylus como material de comparación. Sin embargo, no aceptó que los ojos fueran gigantescos, sino que en otro error, determinó que piezas de la delgada pared de hueso de la cavidad de la fenestra anteorbital eran partes del anillo esclerótico, lo que sugería una sección del globo ocular de cinco centímetros.

## Descubrimiento e investigación
En 1974 Michael Waldman nombró un fósil encontrado en un proyecto de construcción en la primavera de 1882 por el contratista Edward Cleminshaw en piedras de una cantera en Green Hill, cerca de Sherborne, como una nueva especie del género Megalosaurus, Megalosaurio hesperis. Anteriormente, en 1883, fue por Richard Owen asignado al tipo de especie de Megalosaurus , Megalosaurio bucklandii. El nombre de la especie, "occidental" en latín, se refiere a Hesperia, la mitología griega de la Isla de la Bendición occidental, que a los británicos les gustaba identificar con Gran Bretaña, pero también a West Dorset.
El fósil, holotipo BNMH R. 332, fue encontrado en una capa, llamada capa superior del Oolito Inferior que data de finales del Bajociano, alrededor de 168 millones de años atrás. Se compone de partes de la parte inferior de un cráneo y las mandíbulas inferiores de un terópodo, los premaxilares, dentario más un diente flojo, un maxilar derecho, el vómer y el surangular. La mayor parte del material está en un bloque principal, algunos otros bloques de piedra muestran piezas de hueso más pequeños. En seis de las nueve características analizadas, el fósil correspondió a Megalosaurus, que se consideró suficiente para una identificación positiva. Muchos fósiles en el siglo XIX se atribuyeron a Megalosaurus, siendo un nombre genérico para una amplia variedad utilizada terópodos, ya se habían dado su propio género, pero esta forma era claramente un pariente a Megalosaurus, procedían de la misma zona y fue en el tiempo no extremadamente desviado, por lo que Waldman se limitó a un nuevo nombre de especie.
Durante los años noventa con el uso de los análisis cladisticos se demostró que M. hesperis y M. bucklandii no eran los mismos taxones. Otros taxones eran probablemente más cercano a M. bucklandii. El mantenimiento del nombre M. hesperis convertiría así al género Megalosaurus en parafilético, que en ese momento se consideraba inaceptable. En 2004, el trabajo estándar The Dinosauria indicó el fósil como un tetanuro sin nombre. el nombre M. hesperis fue por lo tanto rechazado, creando la necesidad de que la especie sería renombrada. El escritor del capítulo en cuestión, Thomas Holtz, consideró imposible, sin embargo, debido a su carácter fragmentario, llegar a una determinación más cercana del parentesco. en 2000 llegó a la conclusión de que la especie era más basal que Afrovenator.
En 2008 Roger Benson dio, según su más reciente y completo análisis cladístico de Megalosauridae, su propio género al fósil Duriavenator, combinando la referencia en latín a Dorset, Duria, y venator que significa "cazador", una referencia al hecho de que los terópodos eran cazadores. Indirectamente, Duria también se refiere a la primera ilustración paleontológica, Duria Antiquior, una famosa ilustración de 1830 realizada por Henry Thomas De la Bèche. La especie tipo sigue siendo Megalosaurus hesperis, la combinación nova es Duriavenator hesperis.
Anteriormente había recibido el nombre no oficial de "Walkersaurus", una referencia a Alicia Walker que ya se concluyó en 1964 que la el fósil no perteneció a Megalosaurus. Este nombre aparece en un estudio comparativo de Welles, Powell y Pickering sobre Dilophosaurus breedorum, siendo un nuevo nombre para Megalosaurus hesperis, Sin embargo no describe el fósil, por lo que no da justificativos para cambiar al género. Por lo tanto, "Walkersaurus" permanece como nomen nudum. En 1999, Pickering nombró una especie de "Walkersaurus hesperis". Waldman en 1974 erigió el nombre de M. hesperis como una nueva especie de Megalosaurus. Posteriores autores habían usado “Megalosaurus” hesperis para señalar lo incierto de la asignación del género. “M.” hesperis y la especie tipo de Megalosaurus, M. bucklandii no compartían ningún carácter único o combinación de caracteres que apoyen esta asignación y muestran varias diferencias por fuera de la descripción diagnóstica y la discusión, por lo tanto el nuevo género Duriavenator se erige aquí para formar la nueva combinación de la especie D. hesperis. Con alrededor de 9 metros de largo y proviniendo de la sección superior de Oolite inferior, hace 170 millones de años, lo hace unos de los tetanuros más antiguos conocidos.

## Clasificación
Los sinapomorfias características que son únicas a un grupo de parentesco particular, compartidos, indican que Duriavenator era un miembro del clado Tetanurae y más específicamente de la familia Megalosauridae. Según Benson, Duriavenator es también una de las especies más antiguas conocidas, de la cual es muy cierto que pertenecen a los Tetanurae. Un análisis de Matthew Carrano de 2012 encontró a Duriavenator como un miembro basal de Megalosaurinae.

### Filogenia
El siguiente cladograma le da el lugar de Duriavenator en el árbol evolutivo según Carrano.

|  | Eustreptospondylus |
|  |                    |

|  | Duriavenator                                                 |
|  |                                                              |
|  | \| \| Megalosaurus \| \| \| \| \| \| Torvosaurus \| \| \| \| |
|  |                                                              |
|  | Megalosaurus                                                 |
|  |                                                              |
|  | Torvosaurus                                                  |
|  |                                                              |

|  | Megalosaurus |
|  |              |
|  | Torvosaurus  |
|  |              |

|  | Dubreuillosaurus |
|  |                  |
|  | Magnosaurus      |
|  |                  |

|  | Leshansaurus   |
|  |                |
|  | Piveteausaurus |
|  |                |

|  | Dubreuillosaurus |
|  |                  |
|  | Magnosaurus      |
|  |                  |

|  | Leshansaurus   |
|  |                |
|  | Piveteausaurus |
|  |                |

|  | Duriavenator                                                 |
|  |                                                              |
|  | \| \| Megalosaurus \| \| \| \| \| \| Torvosaurus \| \| \| \| |
|  |                                                              |
|  | Megalosaurus                                                 |
|  |                                                              |
|  | Torvosaurus                                                  |
|  |                                                              |

|  | Megalosaurus |
|  |              |
|  | Torvosaurus  |
|  |              |

|  | Dubreuillosaurus |
|  |                  |
|  | Magnosaurus      |
|  |                  |

|  | Leshansaurus   |
|  |                |
|  | Piveteausaurus |
|  |                |

|  | Dubreuillosaurus |
|  |                  |
|  | Magnosaurus      |
|  |                  |

|  | Leshansaurus   |
|  |                |
|  | Piveteausaurus |
|  |                |

|  | Eustreptospondylus |
|  |                    |

|  | Duriavenator                                                 |
|  |                                                              |
|  | \| \| Megalosaurus \| \| \| \| \| \| Torvosaurus \| \| \| \| |
|  |                                                              |
|  | Megalosaurus                                                 |
|  |                                                              |
|  | Torvosaurus                                                  |
|  |                                                              |

|  | Megalosaurus |
|  |              |
|  | Torvosaurus  |
|  |              |

|  | Dubreuillosaurus |
|  |                  |
|  | Magnosaurus      |
|  |                  |

|  | Leshansaurus   |
|  |                |
|  | Piveteausaurus |
|  |                |

|  | Dubreuillosaurus |
|  |                  |
|  | Magnosaurus      |
|  |                  |

|  | Leshansaurus   |
|  |                |
|  | Piveteausaurus |
|  |                |

|  | Duriavenator                                                 |
|  |                                                              |
|  | \| \| Megalosaurus \| \| \| \| \| \| Torvosaurus \| \| \| \| |
|  |                                                              |
|  | Megalosaurus                                                 |
|  |                                                              |
|  | Torvosaurus                                                  |
|  |                                                              |

|  | Megalosaurus |
|  |              |
|  | Torvosaurus  |
|  |              |

|  | Dubreuillosaurus |
|  |                  |
|  | Magnosaurus      |
|  |                  |

|  | Leshansaurus   |
|  |                |
|  | Piveteausaurus |
|  |                |

|  | Dubreuillosaurus |
|  |                  |
|  | Magnosaurus      |
|  |                  |

|  | Leshansaurus   |
|  |                |
|  | Piveteausaurus |
|  |                |

|  | Eustreptospondylus |
|  |                    |

|  | Duriavenator                                                 |
|  |                                                              |
|  | \| \| Megalosaurus \| \| \| \| \| \| Torvosaurus \| \| \| \| |
|  |                                                              |
|  | Megalosaurus                                                 |
|  |                                                              |
|  | Torvosaurus                                                  |
|  |                                                              |

|  | Megalosaurus |
|  |              |
|  | Torvosaurus  |
|  |              |

|  | Dubreuillosaurus |
|  |                  |
|  | Magnosaurus      |
|  |                  |

|  | Leshansaurus   |
|  |                |
|  | Piveteausaurus |
|  |                |

|  | Dubreuillosaurus |
|  |                  |
|  | Magnosaurus      |
|  |                  |

|  | Leshansaurus   |
|  |                |
|  | Piveteausaurus |
|  |                |

|  | Duriavenator                                                 |
|  |                                                              |
|  | \| \| Megalosaurus \| \| \| \| \| \| Torvosaurus \| \| \| \| |
|  |                                                              |
|  | Megalosaurus                                                 |
|  |                                                              |
|  | Torvosaurus                                                  |
|  |                                                              |

|  | Megalosaurus |
|  |              |
|  | Torvosaurus  |
|  |              |

|  | Dubreuillosaurus |
|  |                  |
|  | Magnosaurus      |
|  |                  |

|  | Leshansaurus   |
|  |                |
|  | Piveteausaurus |
|  |                |

|  | Dubreuillosaurus |
|  |                  |
|  | Magnosaurus      |
|  |                  |

|  | Leshansaurus   |
|  |                |
|  | Piveteausaurus |
|  |                |

|  | Eustreptospondylus |
|  |                    |

|  | Duriavenator                                                 |
|  |                                                              |
|  | \| \| Megalosaurus \| \| \| \| \| \| Torvosaurus \| \| \| \| |
|  |                                                              |
|  | Megalosaurus                                                 |
|  |                                                              |
|  | Torvosaurus                                                  |
|  |                                                              |

|  | Megalosaurus |
|  |              |
|  | Torvosaurus  |
|  |              |

|  | Dubreuillosaurus |
|  |                  |
|  | Magnosaurus      |
|  |                  |

|  | Leshansaurus   |
|  |                |
|  | Piveteausaurus |
|  |                |

|  | Dubreuillosaurus |
|  |                  |
|  | Magnosaurus      |
|  |                  |

|  | Leshansaurus   |
|  |                |
|  | Piveteausaurus |
|  |                |

|  | Duriavenator                                                 |
|  |                                                              |
|  | \| \| Megalosaurus \| \| \| \| \| \| Torvosaurus \| \| \| \| |
|  |                                                              |
|  | Megalosaurus                                                 |
|  |                                                              |
|  | Torvosaurus                                                  |
|  |                                                              |

|  | Megalosaurus |
|  |              |
|  | Torvosaurus  |
|  |              |

|  | Dubreuillosaurus |
|  |                  |
|  | Magnosaurus      |
|  |                  |

|  | Leshansaurus   |
|  |                |
|  | Piveteausaurus |
|  |                |

|  | Dubreuillosaurus |
|  |                  |
|  | Magnosaurus      |
|  |                  |

|  | Leshansaurus   |
|  |                |
|  | Piveteausaurus |
|  |                |

|  | Eustreptospondylus |
|  |                    |

|  | Duriavenator                                                 |
|  |                                                              |
|  | \| \| Megalosaurus \| \| \| \| \| \| Torvosaurus \| \| \| \| |
|  |                                                              |
|  | Megalosaurus                                                 |
|  |                                                              |
|  | Torvosaurus                                                  |
|  |                                                              |

|  | Megalosaurus |
|  |              |
|  | Torvosaurus  |
|  |              |

|  | Dubreuillosaurus |
|  |                  |
|  | Magnosaurus      |
|  |                  |

|  | Leshansaurus   |
|  |                |
|  | Piveteausaurus |
|  |                |

|  | Dubreuillosaurus |
|  |                  |
|  | Magnosaurus      |
|  |                  |

|  | Leshansaurus   |
|  |                |
|  | Piveteausaurus |
|  |                |

|  | Duriavenator                                                 |
|  |                                                              |
|  | \| \| Megalosaurus \| \| \| \| \| \| Torvosaurus \| \| \| \| |
|  |                                                              |
|  | Megalosaurus                                                 |
|  |                                                              |
|  | Torvosaurus                                                  |
|  |                                                              |

|  | Megalosaurus |
|  |              |
|  | Torvosaurus  |
|  |              |

|  | Dubreuillosaurus |
|  |                  |
|  | Magnosaurus      |
|  |                  |

|  | Leshansaurus   |
|  |                |
|  | Piveteausaurus |
|  |                |

|  | Dubreuillosaurus |
|  |                  |
|  | Magnosaurus      |
|  |                  |

|  | Leshansaurus   |
|  |                |
|  | Piveteausaurus |
|  |                |

|  | Eustreptospondylus |
|  |                    |

|  | Duriavenator                                                 |
|  |                                                              |
|  | \| \| Megalosaurus \| \| \| \| \| \| Torvosaurus \| \| \| \| |
|  |                                                              |
|  | Megalosaurus                                                 |
|  |                                                              |
|  | Torvosaurus                                                  |
|  |                                                              |

|  | Megalosaurus |
|  |              |
|  | Torvosaurus  |
|  |              |

|  | Dubreuillosaurus |
|  |                  |
|  | Magnosaurus      |
|  |                  |

|  | Leshansaurus   |
|  |                |
|  | Piveteausaurus |
|  |                |

|  | Dubreuillosaurus |
|  |                  |
|  | Magnosaurus      |
|  |                  |

|  | Leshansaurus   |
|  |                |
|  | Piveteausaurus |
|  |                |

|  | Duriavenator                                                 |
|  |                                                              |
|  | \| \| Megalosaurus \| \| \| \| \| \| Torvosaurus \| \| \| \| |
|  |                                                              |
|  | Megalosaurus                                                 |
|  |                                                              |
|  | Torvosaurus                                                  |
|  |                                                              |

|  | Megalosaurus |
|  |              |
|  | Torvosaurus  |
|  |              |

|  | Dubreuillosaurus |
|  |                  |
|  | Magnosaurus      |
|  |                  |

|  | Leshansaurus   |
|  |                |
|  | Piveteausaurus |
|  |                |

|  | Dubreuillosaurus |
|  |                  |
|  | Magnosaurus      |
|  |                  |

|  | Leshansaurus   |
|  |                |
|  | Piveteausaurus |
|  |                |

|  | Eustreptospondylus |
|  |                    |

|  | Duriavenator                                                 |
|  |                                                              |
|  | \| \| Megalosaurus \| \| \| \| \| \| Torvosaurus \| \| \| \| |
|  |                                                              |
|  | Megalosaurus                                                 |
|  |                                                              |
|  | Torvosaurus                                                  |
|  |                                                              |

|  | Megalosaurus |
|  |              |
|  | Torvosaurus  |
|  |              |

|  | Dubreuillosaurus |
|  |                  |
|  | Magnosaurus      |
|  |                  |

|  | Leshansaurus   |
|  |                |
|  | Piveteausaurus |
|  |                |

|  | Dubreuillosaurus |
|  |                  |
|  | Magnosaurus      |
|  |                  |

|  | Leshansaurus   |
|  |                |
|  | Piveteausaurus |
|  |                |

|  | Duriavenator                                                 |
|  |                                                              |
|  | \| \| Megalosaurus \| \| \| \| \| \| Torvosaurus \| \| \| \| |
|  |                                                              |
|  | Megalosaurus                                                 |
|  |                                                              |
|  | Torvosaurus                                                  |
|  |                                                              |

|  | Megalosaurus |
|  |              |
|  | Torvosaurus  |
|  |              |

|  | Dubreuillosaurus |
|  |                  |
|  | Magnosaurus      |
|  |                  |

|  | Leshansaurus   |
|  |                |
|  | Piveteausaurus |
|  |                |

|  | Dubreuillosaurus |
|  |                  |
|  | Magnosaurus      |
|  |                  |

|  | Leshansaurus   |
|  |                |
|  | Piveteausaurus |
|  |                |

|  | Eustreptospondylus |
|  |                    |

|  | Duriavenator                                                 |
|  |                                                              |
|  | \| \| Megalosaurus \| \| \| \| \| \| Torvosaurus \| \| \| \| |
|  |                                                              |
|  | Megalosaurus                                                 |
|  |                                                              |
|  | Torvosaurus                                                  |
|  |                                                              |

|  | Megalosaurus |
|  |              |
|  | Torvosaurus  |
|  |              |

|  | Dubreuillosaurus |
|  |                  |
|  | Magnosaurus      |
|  |                  |

|  | Leshansaurus   |
|  |                |
|  | Piveteausaurus |
|  |                |

|  | Dubreuillosaurus |
|  |                  |
|  | Magnosaurus      |
|  |                  |

|  | Leshansaurus   |
|  |                |
|  | Piveteausaurus |
|  |                |

|  | Duriavenator                                                 |
|  |                                                              |
|  | \| \| Megalosaurus \| \| \| \| \| \| Torvosaurus \| \| \| \| |
|  |                                                              |
|  | Megalosaurus                                                 |
|  |                                                              |
|  | Torvosaurus                                                  |
|  |                                                              |

|  | Megalosaurus |
|  |              |
|  | Torvosaurus  |
|  |              |

|  | Dubreuillosaurus |
|  |                  |
|  | Magnosaurus      |
|  |                  |

|  | Leshansaurus   |
|  |                |
|  | Piveteausaurus |
|  |                |

|  | Dubreuillosaurus |
|  |                  |
|  | Magnosaurus      |
|  |                  |

|  | Leshansaurus   |
|  |                |
|  | Piveteausaurus |
|  |                |